# Кёниг, Иоганн Герхард
Иоганн Герхард Кёниг (нем. Johann Gerhard König; 1728—1785) — балтийско-немецкий ботаник, аптекарь и врач.

## Биография

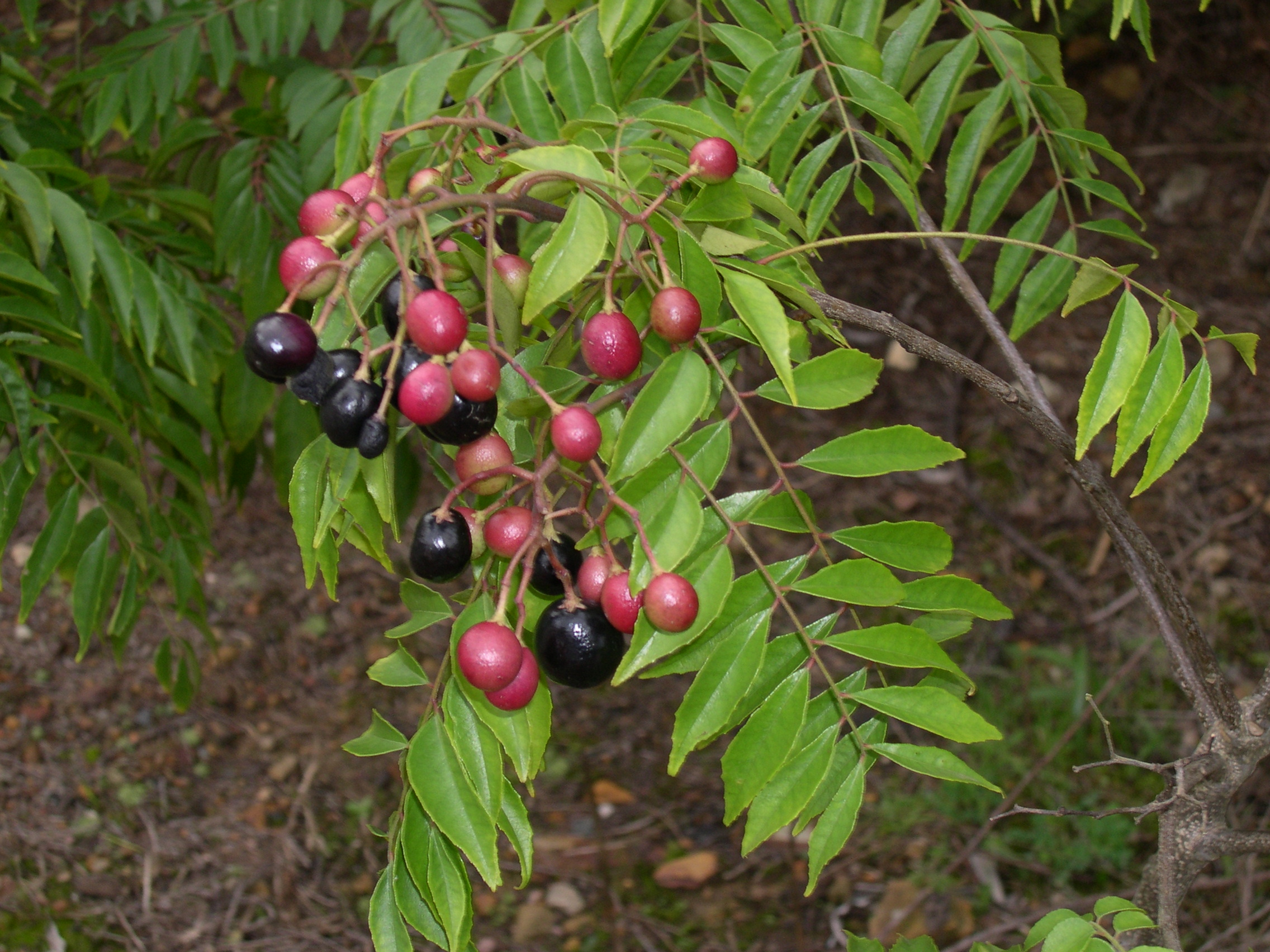
Плоды Муррайи Кёнига

Иоганн Герхард Кёниг родился 29 ноября 1728 года в деревне Леменен неподалёку от города Кройцбург (ныне — часть Екабпилса) в Ливонском воеводстве (на территории современной Латвии). В 1759 году Кёниг переехал в Данию. Учился в Копенгагенском университете. С 1767 года путешествовал по Азии в качестве миссионера и сборщика образцов неизвестных растений. Посетил Индию, Цейлон, Сиам и Малакку. С 1778 года работал в Британской Ост-Индской компании, где познакомился с ботаниками Уильямом Роксбером и Джозефом Банском, энтомологом Иоганном Фабрициусом. С 1782 года Кёниг переписывался с шотландским натуралистом Патриком Расселлом. В 1784 году Кёниг во время поездки в Калькутту заболел дизентерией. Излечиться от болезни он не смог и 26 июня 1785 года скончался.

## Некоторые научные работы
- König, J.G. in Retzius, A.J. (1783). Descriptiones monandrarum pro annis 1778 et 1779. Observationes Botanicae 3: 45—76.

## Роды, названные в честь И. Г. Кёнига
- Koenigia L., 1776